# Línea 28E (tranvía de Lisboa)
La línea 28E del tranvía de Lisboa (en portugués, elétrico 28E) es una de las seis líneas de tranvía eléctrico que integran el transporte público de Lisboa, Portugal. Es la línea más emblemática ya que atraviesa algunos de los barrios más visitados por el turismo, como Alfama, Baixa Pombalina, Chiado y Graça.
Inaugurada en 1914, es la línea más antigua en funcionamiento de Lisboa.
Su masiva popularidad turística provocó quejas de los moradores al verse imposibilitados de utilizar la línea 28E como medio de transporte cotidiano. Un grupo elevó en 2018 una petición al ayuntamiento de Lisboa para que tome alguna medida, como incrementar la frecuencia o subir el precio del pasaje para turistas, pero hasta 2024 no habían obtenido una respuesta favorable.

## Historia
Desde 1873 funcionaban en Lisboa los coches tirados por caballos, y en 1901 empezaron a ser reemplazados por tranvías eléctricos, con la correspondiente instalación de catenarias, operados por Companhia Carris de Ferro de Lisboa (CCFL).

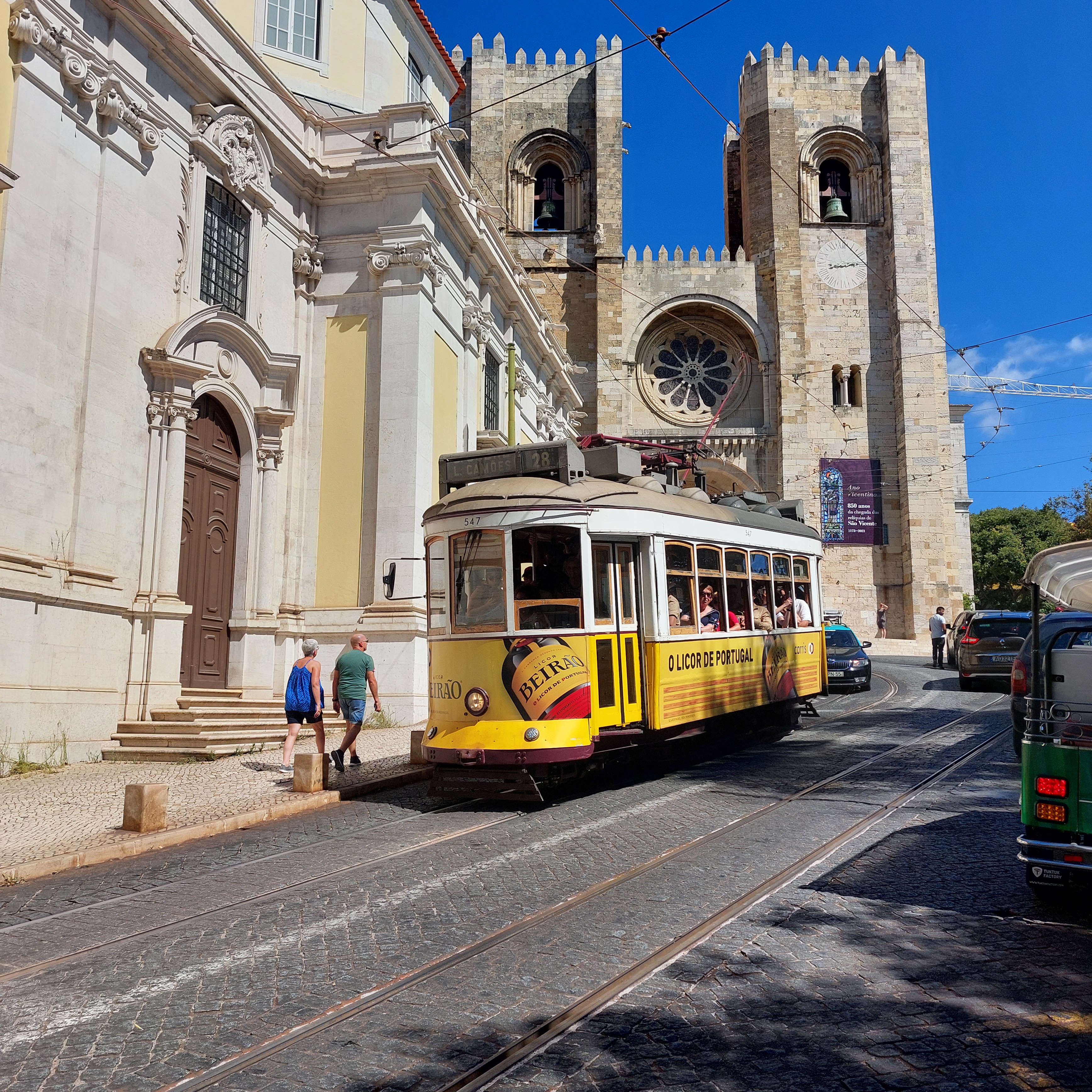
Un coche de la línea 28E frente a la catedral Sé.

En marzo de 1914 se inauguró la línea 28E con carros eléctricos importados de Estados Unidos, en un trayecto entre la plaza Luis de Camões y Estrela. En 1928 se unió al recorrido el tramo entre Rua da Conceição y el barrio de Graça, y después de desdoblarse en dos líneas (28A y 28B) que compartían parte del trayecto, se unificó en 1994 para extenderse desde Martim Moniz a Campo de Ourique.
En la década de 1930 la red de tranvías totalizaba unos 150 kilómetros de vías y más de 30 líneas, pero fue progresivamente desplazado por los autobuses y el metro como transporte público y el sistema se redujo a 31 kilómetros de vías, aunque la línea 28E sobrevivió junto a otras cinco. También se implementaron coches más modernos en algunas líneas, pero la 28E mantuvo su fisonomía antigua.

## Material rodante
Los coches utilizados en la línea 28E son los denominados elétricos históricos, 45 carros remodelados entre 1995 y 1996 aunque manteniendo el diseño original y la clásica estética amarilla. Son tranvías de alimentación eléctrica por línea aérea de contacto a través de un pantógrafo. Tienen una longitud de 8.3 metros y un ancho de 2.3 metros, con capacidad para 20 pasajeros sentados y 38 de pie. Alcanzan una velocidad máxima de 50 km/h, los motores son Škoda / ALS 2480 LN y el frenado es Knorr de tipo electrodinámico y neumático, que en emergencias suma el frenado electromagnético sobre rieles.

## Horarios
Desde Martim Moniz la primera salida es a las 5:40 (domingos y feriados a las 6:45) y la última es a las 23:30 (sábados, domingos y feriados a las 22:30). El servicio nocturno, desde las 21:30, termina su recorrido en Estrela.
Desde Campo Ourique (Prazeres) la primera salida es a las 6:20 (domingos y feriados es a las 7:25) y la última es a las 21:55. El servicio nocturno, desde las 22:00, no sale de Campo Ourique (Prazeres) sino de Estrela, y la última salida es a las 0:10 (sábados, domingos y feriados a las 23:10).